# José Pinto de Carvalho
José Pinto de Carvalho foi um político brasileiro.
Foi presidente da província de Sergipe, de 4 de fevereiro a 29 de outubro de 1833.